# 2474 Рубі
2474 Рубі (2474 Ruby) — астероїд головного поясу, відкритий 14 серпня 1979 року.
Тіссеранів параметр щодо Юпітера — 3,327.